# SGI Europe
SGI Europe (connu comme le Centre européen des employeurs et entreprises fournissant des services publics et des services d'intérêt général (CEEP) jusqu'en décembre 2020) est une association européenne qui représente des entreprises publiques et des entreprises qui offrent des services d'intérêt économique généraux, publiques ou privés.
SGI Europe est l'un des trois partenaires sociaux européens reconnus par la Commission européenne pour participer au dialogue social européen. Il représente les employeurs du secteur public, tandis que BusinessEurope représente les employeurs du secteur privé et la Confédération européenne des syndicats représente les salariés.
SGI Europe mène des actions de lobbying auprès des institutions européennes afin d'influencer la législation en faveur des intérêts de ses membres. Il délègue des représentants et des observateurs aux comités et aux commissions consultatives des institutions européennes. Il informe ses membres sur l'évolution de la législation en matière économique.
Le secrétariat général de SGI Europe est basé à Bruxelles et est assuré depuis 2012 par Valeria Ronzitti.
Pascal Bolo est, depuis le 8 décembre 2020, le président de SGI Europe.